# Siphona pauciseta
Siphona pauciseta är en tvåvingeart som beskrevs av Camillo Rondani 1865. 
Siphona pauciseta ingår i släktet Siphona och familjen parasitflugor. Arten är reproducerande i Sverige. Inga underarter finns listade i Catalogue of Life.